# Matilde o México en 1810
Matilde o México en 1810 es una ópera en cuatro actos de Julián Carrillo.

## Acción
La ópera cuenta la historia de dos enamorados, Matilda, una española peninsular, y León, un criollo con simpatía hacia la población mestiza. La protagonista es hija de un capitán de la tropa realista, mientras que su amante comulga con las fuerzas independentistas. Su amor se ve fracturado por las circunstancias propias de la Guerra de Independencia que culminan de forma trágica con el suicidio de Matilda y el asesinato de León a manos del padre de su amada.

## Primer Acto
Matilde y su padre Don Juan, capitán del ejército realista se encuentran de visita en la Ciudad de México.  León, enamorado de Matilde, la sigue desde la Ciudad de Querétaro, acompañado de Antonio quien es activo independentista.  Rosario, criada de Matilde y enamorada de este último, ha prometido a León llevarle al encuentro de su señora.
Don Juan, en la plaza con León, le advierte que conoce de sus actos de insurrección, amenazándolo de muerte.
Se observa en la escena un momento místico entre la Hechicera y Matilde.
En este primer acto se pone de manifiesto la brecha histórica de clases sociales entre españoles peninsulares, españoles criollos, mestizos, e indígenas, dando inicio a la trama de los amantes de orígenes sociales diversos.

## Segundo Acto
En la Alameda la gente pasea en el devenir común de una imagen de época.  Por momentos la tranquilidad parece interrumpirse agobiada por los tiempos que transcurren.
Fray Lorenzo expresa sus temores a Matilde reforzando los propios.  Ésta se muestra afectada y temerosa ante el inminente levantamiento de los insurrectos con los que León simpatiza.
León y Matilde se encuentran superando por un momento sus diferencias ideológicas y entregándose al idilio amoroso.

## Tercer Acto
En alguna casona de la Ciudad de Querétaro se fragua una conspiración de insurrectos.
Luis, a cambio de dinero esconde a Matilde, quien en su afán de proteger a su amado de los oscuros pensamientos infundados por Fray Lorenzo y el presagio de la Hechicera, no avista el peligro que se avecina.  Matilde es testigo del suicidio de Agustín de Olinta quien es descubierto en traición a la causa.  La escena es trágica, violenta, idealista, cargada de motivos patrióticos.  Descubierta en su intento de salvar a León, el destino de Matilde se vuelve incierto.

## Cuarto Acto
La visión de la Hechicera toma forma.  Matilde, presa de los insurrectos, es rescatada por su padre Don Juan en medio de la confusión de la batalla contra los realistas.  El drama se traslada al pueblo de Dolores, en donde los realistas pretenden sitiar la plaza principal.
Al amanecer se oyen las campanas de la esquila de la iglesia y los fieles se dirigen a la oración matinal.  Mientras tanto León, bajo vigilancia y sospecha de ser traidor por su relación con la hija de un capitán realista, debe cumplir la orden de hacer prisionero a Don Juan.  El desenlace funesto es inevitable por los amantes.

## Estilo

### Música
En la versión original, la obra dura 160 minutos. Para su estreno en 2010 y las sucesivas reposiciones de tal producción se optó por cortar la obra en 30 minutos, lo cual provoca incongruencias dramatúrgicas en la versión que se ha dado a conocer en 2010. Tales cortes son muy de lamentar en una obra de tal importancia. Es de desearse que se realice una edición completa de la partitura y, consecuentemente, la presentación y grabación completa de la obra.

## Datos históricos
La ópera fue escrita por Julián Carrillo a petición de Porfirio Díaz en 1909 para celebrar el primer centenario de vida independiente de México, pero las circunstancias que se volvieron adversas para el señor Presidente Porfirio Díaz con el levantamiento de la guerra civil, impidieron que la magnífica composición fuera presentada ante el público.
La ópera se estrena en la ciudad de San Luis Potosí el 30 de septiembre de 2010 en el marco de las festividades del Bicentenario de la Independencia de México.
Herrera y Orgazón escribe:

En marzo de 1909, con motivo de las fiestas que se organizaban para celebrar el primer Centenario de la Independencia de México, surgió el proyecto de inaugurar el Gran Teatro Nacional (Bellas Artes), que está todavía en construcción, con la ópera de un compositor mexicano. A este propósito sostuvo Carrillo una viva polémica sobre si habría o no habría tiempo suficiente para escribir esa ópera de manera que estuviese terminada hacia septiembre del año siguiente; el maestro afirmó que había tiempo de sobra, y probó que estaba en lo cierto emprendiendo la composición requerida desde luego, y terminándola el 14 de marzo de 1910. La ópera no fue puesta en escena, al fin, debido a causas que ignoro, lo único que se sabe a este respecto es que el maestro Carrillo, persuadido de que encontraría dificultades insuperables para la ejecución pública de su obra, dirigióse al presidente de la república pidiéndole su apoyo; ese personaje se sirvió ordenar, entonces, que la representación de la ópera figurara entre las condiciones principales en el contrato de la compañía lírica subvencionada por el gobierno para hacer en México la temporada de 1910. El Ministerio de Bellas Artes comunicó oficialmente al empresario lo acordado, y parece que este individuo se preparaba a contestar en sentido afirmativo, cuando recibió de la misma Secretaría de Estado un cablegrama en que se notificaba que podía considerar la previa comunicación como no recibida. Este extraño proceder del Ministerio nos privó de conocer una interesantísima adición a nuestro exiguo repertorio operístico.
"'El arte musical en México (Dirección General de las Bellas Artes 1992) 

### Creación
La ópera se estrena en la ciudad de San Luis Potosí el 30 de septiembre de 2010, bajo la batuta del Mtro. José Miramontes Zapata, en el marco de las festividades del Bicentenario de la Independencia de México. Esta presentación tuvo lugar en el Centro Cultural Universitario "Bicentenario".

### Reparto del estreno
| Papel        | Tesitura | Estreno Mundial, 30 de septiembre de 2010 Teatro del Centro Cultural Universitario "Bicentenario" San Luis Potosí Coro y orquesta de la Orquesta Sinfónica de San Luis Potosí (Dirección José Miramontes Zapata) |
| ------------ | -------- | --- |
| Matilde      | soprano  | Zaira Soria |
| León         | tenor    | José Luis Ordóñez |
| Antonio      | tenor    | Saúl Sánchez Román |
| Don Juan     | barítono | Oziel Garza-Ornelas |
| Hechicera    | soprano  | Liliana de Conde |
| Fray Lorenzo | barítono | Carlos Sánchez |
| Don Tomás    | barítono | Carlos Sánchez |
| Luis         | tenor    | Ranulfo Espiricueta |
| Presidente   | bajo     | Luis Guillermo Hernández |
| Rosario      | soprano  | Gilda Bernal |

### Recepción
- 30 de septiembre de 2010, San Luis Potosí (estreno absoluto)
- 31 de agosto de 2011, Teatro del Pueblo, Nayarit
- 16 de noviembre de 2011, Teatro Ramón López Velarde, Zacatecas
- 18 de noviembre de 2011, Aguascalientes
- 25 de noviembre de 2011, Querétaro

## Grabaciones
Existe una grabación realizada durante el estreno y que se localiza en YouTube
- http://www.youtube.com/watch?v=ywBP2klOWqU&feature=related
- http://www.youtube.com/watch?v=VEj9UKm6PjQ&feature=related
- http://www.youtube.com/watch?v=y3nkZgPDEaw&feature=related
- http://www.youtube.com/watch?v=Z9HoV-fxFBc&feature=related
- grabación numérica : http://www.qobuz.com/fr-fr/album/matilde-o-mexico-en-1810-coro-y-orquesta-sinfonica-de-san-luis-potosi/7509708112235

## Enlaces
- Datos: Q2888744